# لشتانه
لشتانه (به صربی: Leštane) یک منطقهٔ مسکونی در صربستان است که در گروتسکا واقع شده‌است. لشتانه ۹٫۳۴ کیلومتر مربع مساحت دارد.